# AD Волос Вероники
AD Волос Вероники (лат. AD Comae Berenices) — одиночная переменная звезда* в созвездии Волос Вероники на расстоянии приблизительно 31213 световых лет (около 9570 парсек) от Солнца. Видимая звёздная величина звезды — от +16,5m до +15m.

## Характеристики
AD Волос Вероники — жёлто-белая пульсирующая переменная звезда типа RR Лиры (RRAB) спектрального класса F. Эффективная температура — около 6512 K.